# Jairo Rodríguez
Jairo Rodríguez (* 18. Oktober 1949) ist ein ehemaliger kolumbianischer Radrennfahrer.

## Sportliche Laufbahn
Rodríguez war Bahnradsportler und Teilnehmer der Olympischen Sommerspiele 1972 in München. 
Im 1000-Meter-Zeitfahren wurde er beim Sieg von Niels Fredborg als 23. klassiert.